# 고야산역
고야산역(일본어: 高野山駅)은 일본 와카야마현 이토군 고야정에 위치한 난카이 전기 철도 고사쿠 선의 철도역이자 종착역이다. 역 번호는 NK 87이며, 두단식 승강장 2면 1선의 구조를 갖춘 지상역이다.

## 타는 곳
| (좌측) | 고사쿠 선 | 고쿠라쿠바시 방면 | (고야 선 연결 하시모토 · 난바 방면 |
| (우측) |           | 하차 전용         |                                    |

## 이용 현황
| 연도 | 1일 평균 하차 인원 | 순위 |
| ---- | ------------------ | ---- |
| 1980 | 3,087              | -    |
| 1985 | 2,851              | -    |
| 1990 | 2,697              | -    |
| 1995 | 2,543              | -    |
| 2000 | 1,924              | -    |
| 2001 | 1,861              | -    |
| 2002 | 1,751              | -    |
| 2003 | 1,677              | -    |
| 2004 | 1,884              | 70위 |
| 2005 | 1,775              | -    |
| 2006 | 1,645              | -    |
| 2007 | 1,611              | -    |
| 2008 | 1,688              | -    |
| 2009 | 1,982              | -    |
| 2010 | 2,193              | -    |
| 2011 | 1,555              | 70위 |
| 2012 | 1,688              | 69위 |
| 2013 | 1,826              | 67위 |
| 2014 | 2,006              | 67위 |
| 2015 | 3,108              | 63위 |
| 2016 | 2,477              | 65위 |

## 역사
- 1930년 6월 29일 : 고야산 전기 철도 고사쿠 선 개통과 동시에 개업.
- 1947년 3월 15일 : 사명 변경에 의해, 난카이 전기 철도의 역이 됨.
- 2000년 10월 : 역 업무를 자회사인 난카이 빌딩 서비스에 위탁.
- 2014년 7월 7일 : 역사 리뉴얼 공사에 착수함.
- 2015년
  - 2월 20일 : 역사 리뉴얼 공사 완료.
  - 2월 22일 : 리뉴얼 기념 세레모니를 시작함.

## 인접 역
| 난카이 전기철도 고사쿠 선            | 난카이 전기철도 고사쿠 선 | 난카이 전기철도 고사쿠 선 |
| ------------------------------------ | ------------------------- | ------------------------- |
| NK 86 고쿠라쿠바시 고쿠라쿠바시 방면 | 고사쿠 선                 | 시·종착역                 |